# Герцог де Сен-Клу
Герцог де Сен-Клу (фр. duc de Saint-Cloud) — французский дворянский титул, принадлежавший парижским архиепископам.

## История
Располагавшийся под Парижем бург Сен-Клу, принадлежавший парижской церкви со времен Меровингов, был возведен жалованной грамотой Людовика XIV в апреле 1674 вместе с сеньориями Мезон, Кретей, Озуар-ла-Ферьер и Армантьер в ранг герцогства-пэрии в пользу Парижского архиепископа Франсуа Арле де Шанваллона и его преемников на кафедре, добавив таким образом к трем старинным церковным герцогствам-пэриям (Реймсу, Лангру и Лану) четвертое. Пожалование было зарегистрировано Парламентом 18 апреля 1690.
Титул герцога де Сен-Клу был упразднен во время революции декретом Учредительного собрания 4 августа 1789 вместе с отменой сословных привилегий.

## Герцоги де Сен-Клу
| Правление | Портрет | Имя                                                | Герб |
| --------- | ------- | -------------------------------------------------- | ---- |
| 1674—1695 |         | Франсуа Арле де Шанваллон (1625—1695)              |      |
| 1696—1729 |         | Луи-Антуан де Ноай (1651—1729)                     |      |
| 1729—1746 |         | Шарль-Гаспар-Гийом де Вентимиль дю Люк (1655—1746) |      |
| 1746—1746 |         | Жак-Бонн Жиго де Бельфон (1698—1746)               |      |
| 1746—1781 |         | Кристоф де Бомон дю Репер (1703—1781)              |      |
| 1781—1789 |         | Антуан-Элеонор-Леон Леклер де Жюинье (1728—1811)   |      |